# Андрієнко Володимир Васильович
Володимир Васильович Андрієнко (нар. 24 червня 1951, село Широка Долина, тепер Миргородського району Полтавської області) — український радянський діяч, голова Великобагачанського райвиконкому, 1-й секретар Великобагачанського районного комітету КПУ Полтавської області, секретар Полтавського обкому КПУ з питань сільського господарства, заступник голови Полтавської обласної державної адміністрації.

## Біографія
Народився в селянській родині. З 1958 по 1968 рік навчався в середній школі.
У 1968—1973 роках — студент факультету механізації сільського господарства Полтавського сільськогосподарського інституту.
З 1973 року працював механізатором колгоспу Великобагачанського району Полтавської області; служив у радянській армії. Член КПРС.
Після демобілізації — інструктор, завідувач організаційного відділу Великобагачанського районного комітету комсомолу (ЛКСМУ) Полтавської області; інженер Великобагачанського районного об'єднання «Сільгосптехніка» та інженер Великобагачанського районного виробничого об'єднання із виробничо-технічного забезпечення сільського господарства.
У 1980—1985 роках — керуючий Великобагачанського районного виробничого об'єднання із виробничо-технічного забезпечення сільського господарства Полтавської області.
У 1985—1988 роках — голова виконавчого комітету Великобагачанської районної ради народних депутатів Полтавської області.
У 1988—1989 роках — 1-й секретар Великобагачанського районного комітету КПУ Полтавської області.
23 серпня 1989 — 1991 року — секретар Полтавського обласного комітету КПУ з питань сільського господарства.
У 1991—1992 роках — начальник управління сільського господарства виконавчого комітету Полтавської обласної ради народних депутатів. У 1992—1996 роках — начальник управління сільського господарства і продовольства Полтавської обласної державної адміністрації.
У 1999 році — заступник голови Полтавської обласної державної адміністрації.
У 2000—2005 роках — керівник філії товариства з обмеженою відповідальністю «Агроленд» Полтавської області
У 2005—2010 роках — заступник голови Полтавської обласної державної адміністрації.
З 2010-х років — директор комунального підприємства «Полтавський районний центр земельного кадастру» ПолтавськоЇ районноЇ ради.

## Нагороди
- медалі
- заслужений працівник сільського господарства України (.06.2006)